# Desde Júpiter
Desde Júpiter es una novela del autor chileno Francisco Miralles. Fue publicada en 1877. Este trabajo es reconocido como la primera obra chilena de ciencia ficción. Escrita con apenas 12 años de diferencia respecto a De la Tierra a la Luna, de Julio Verne, y solo tres años después de la primera obra latinoamericana del género ciencia ficción (Viaje maravilloso del señor Nic-Nac, del argentino Eduardo Holmberg).

## Sinopsis
Este desconocido debut criollo relata, en clave de aventuras, la visita de Carlos, un santiaguino de la época, al quinto planeta de nuestro sistema solar.
Desde Júpiter corresponde a una utopía científica que describe una sociedad alienígena que existe en el planeta gigante. Carlos, el protagonista, es enviado a Júpiter por medio de hipnosis, y allí descubre una sociedad tecnológicamente avanzada que sirve para poner en evidencia las falencias del Chile de la época. La novela no escatima elementos propios de la ciencia ficción contemporánea, tales como la descripción de maravillas técnicas como proyectores y telescopios que permiten leer diarios de la tierra desde el mismo Júpiter. Los jovianos, además, son capaces de volar y de atravesar las paredes.

## Copias y reedición
Hasta 1994 solo se tenía en conocimiento la existencia de tres copias de la segunda edición del libro, y ninguna de la primera edición. Sin embargo, ejemplares de la misma fueron encontrados en la Biblioteca Nacional y en otras bibliotecas importantes, por lo cual es posible acceder a ella hoy en día.
El libro ha sido reeditado por editorial Bajo los Hielos en conjunto con Tierra Polar, durante enero de 2016, con un prólogo de Rafael Videla E. y portada de Carlos Eulefi. La edición moderna de la novela posee 273 páginas.